# Тулон-4 (кантон)
Тулон-4 (фр. Toulon-4) — кантон на юго-востоке Франции, в регионе Прованс — Альпы — Лазурный Берег (департамент — Вар, округ — Тулон). Впервые кантон образован в 1901 году в качестве административного центра для части города Тулон.

## Состав кантона
По данным INSEE, в 2010 году численность населения кантона составила 10 567 человек. В марте 2015 года в связи с ликвидацией кантонов Тулон-5, Тулон-6, Тулон-7, Тулон-8 и Тулон-9 численность населения и площадь кантона увеличены: площадь кантона — ? км², включает в себя часть Тулона, население — 48 301 человек (2012), плотность населения — ? чел/км².
| Коммуна | Французское название | Площадь, км²                | Население, чел. (2012)          |
| ------- | -------------------- | --------------------------- | ------------------------------- |
| Тулон   | Toulon               | Кантон: — ? (всего — 42,84) | Кантон: 48 301 (всего: 164 899) |